# Eurois pallida
Eurois pallida är en fjärilsart som beskrevs av Arnold Spuler 1905. Eurois pallida ingår i släktet Eurois och familjen nattflyn. Inga underarter finns listade i Catalogue of Life.